# Welf de Carintia
Welf de Carintia sau Welf al III-lea în genealogia Casei de Welf (n. secolul al XI-lea – d. 13 noiembrie 1055, Ruine Altbodman⁠(d), Baden-Württemberg, Germania) a fost duce de Carintia și margraf  al Veronei începând din anul 1047.
Welf a fost unicul fiu al lui Welf al II-lea, conte de Altdorf, și al soției sale, Ermengarda, fiică a contelui Frederic de Luxemburg. 
Carintia era ultimul ducat din Sfântul Imperiu Roman deținut personal de împăratul Henric al III-lea înainte de a-l acorda unui membru al dinastiei Welfilor. Welf al III-lea nu s-a căsătorit niciodată și nu avea copii atunci când a murit la castelul său de pe malul lacului Konstanz în 1055. Prin testament, el și-a lăsat proprietatea mănăstirii din Altdorf unde mama sa era abatesă. La rândul său, ea a cedat proprietatea ducelui Șde Bavaria Welf al IV-lea, fiul surorii lui Welf al III-lea, Chuniza, cu margraful Alberto Azzo al II-lea de Milano.  
Welf a fost ultimul dintre vechii Welfi, iar posesiunile sale au fost preluate de o ramură a Casei de Este. Ducatul a trecut apoi în mâinile ducelui Conrad al III-lea de Carintia.